# Shakan Bay
De Shakan Bay is een baai in de Alexanderarchipel in de Alaska Panhandle in het zuidoosten van Alaska in de Verenigde Staten.

## Geografie
De baai ligt ten zuiden van het noordwestelijk deel van Prins van Waleseiland en ten noorden van Kosciusko Island. In het zuidoosten ligt het kleinere Hamilton Island. In het westen mondt de baai uit in de Sumner Strait, in het zuidoosten mondt de Shakan Strait er in uit.
Het waterlichaam ligt in de mariene ecoregio Noord-Amerikaans Pacifisch Fjordland.

## Geschiedenis
In 1883 werd de naam gepubliceerd door de United States National Geodetic Survey.